# Urim e Tummim
Urim e tummim (in ebraico Urim VeTumim, אורים ותמים, in ebraico tiberiense ʾÛrîm wəṮummîm, in ebraico standard אורים ותומים Urim vəTummim), parole trascritte a volte anche in forme leggermente diverse (per esempio thummim o thummin) e solitamente tradotte come luci e perfezioni o rivelazione e verità, designavano uno strumento o una tecnica divinatoria usata dagli antichi Ebrei per interpretare il volere di Dio. La natura esatta di urim e tummim non è nota. Secondo la Bibbia, il pettorale dell'efod (un abito del sommo sacerdote) indossato da Aronne, fratello di Mosè, era decorato con dodici pietre e gli urim e thummim, che venivano posti al suo interno, erano pergamene sulle quali era scritto il Nome ineffabile di Dio.

## Nome e significato
Tummim (תוּמִים) è ampiamente ritenuto di derivazione dalla radice triconsonantica semitica ת.מ.ם (t-m-m), significante "innocente", mentre urim (אוּרִים) è stata tradizionalmente ritenuta derivante da una radice avente il significato di "luce"; queste derivazioni sono riflesse nel Neqqudot del testo masoretico. Di conseguenza urim e tummim è stato tradizionalmente tradotto con "luce e perfezione" (da Teodozione, ad esempio), o prendendo la frase in modo allegorico con il significato di "rivelazione e verità" oppure "dottrina e verità" (essa appare in questa forma nella Vulgata, negli scritti di San Girolamo e nell'Exapla).
Comunque, sebbene i termini siano volti al plurale, il contesto suggerisce che si tratti di pluralis intensivus, parole declinate al plurale per evidenziare la loro apparente maestà. Le forme al singolare ur e tumm sono state collegate da alcuni primi studiosi ai termini della lingua accadica (babilonese) urtu e tamitu, che significano oracolo e comando, rispettivamente. Molti studiosi oggi ritengono che אוּרִים (urim) derivi semplicemente dal termine ebraico אּרּרִים (Arrim), con il significato di "maledizione" e che quindi urim e tummim sostanzialmente significhino "maledetto o innocente", in riferimento alla visione della divinità di un accusato: in altre parole urim e tummim venivano utilizzate per rispondere alla domanda "Colpevole o innocente?".

## Forma e funzione
I biblisti solitamente utilizzano il I Libro di Samuele 14:41 come chiave interpretativa per comprendere il significato di urim e tummim; il passaggio descrive un tentativo d'identificare il peccatore con la divinazione, dividendo ripetutamente le persone in due gruppi ed identificando in quale dei gruppi si trova il peccatore. Nella versione masoretica di questo passaggio vengono descritti il re Saul e Gionatan come separati dal resto del popolo; la versione dei Settanta, comunque, afferma che urim indicherebbe Saul e Gionatan, mentre tummim il popolo. Nella versione dei Settanta un verso precedente usa una frase che viene normalmente tradotta con "chiesto a Dio", il che è significativo, poiché la forma grammaticale ebraica implica che la domanda sia rivolta manipolando oggetti; gli studiosi vedono questo come sia evidente da questi versi e versioni che vi era coinvolta la cleromanzia e che urim e tummim erano nomi di oggetti da gettare.
La descrizione dei paramenti del sommo sacerdote nell'Esodo descrive urim e tummim come "messi dentro" il sacro pettorale, indossato dal sommo sacerdote sull'Efod. 
Gli studiosi ritengono che, dove altrove le Sacre Scritture descrivono un Efod utilizzato per la divinazione, ci si riferisca all'utilizzo dell'urim e tummim in associazione con l'Efod, poiché i due elementi paiono intimamente connessi; parimenti dove un non-profeta viene descritto come richiedente ad HaShem un consiglio di guida ed esso non viene descritto come una visione, gli studiosi ritengono che urim e tummim fossero il mezzo implicato.
In ogni caso, salvo due (I libro di Samuele, 10:22 e II libro di Samuele, 5:23), la richiesta trova una risposta semplice: "sì o no"; alcuni studiosi credono che le due eccezioni a questa "regola", che danno risposte più articolate, fossero originalmente proprio solo sequenze di domande da "sì o no", ma siano state modificate da successive edizioni.
Non vi sono descrizioni della forma di urim e tummim nei passaggi che descrivono i paramenti dei Sommi sacerdoti ed alcuni studiosi pensano che l'autore di questi passaggi, che l'ecdotica attribuisce a fonti sacerdotali, non fosse del tutto conscio di quello che essi effettivamente erano. Ciò non di meno i passaggi li descrivono come inseriti nel pettorale, il che per gli studiosi implica che ci fossero alcuni oggetti posti all'interno di una specie di tasca e quindi, poiché non visibili dall'esterno, (o da un lato, se urim e tummim era un singolo oggetto) erano scelti al tatto ed estratti o scartati; poiché urim e tummim erano posti all'interno di questa tasca, erano presumibilmente piccoli e quasi piatti ed erano probabilmente tavolette di legno o di osso. L'interpretazione di studiosi secondo i quali urim significava sostanzialmente "colpevole" e tummim sostanzialmente "innocente" implica che lo scopo di urim e tummim fosse un'ordalia per confermare o negare un sospetto di colpevolezza; se veniva estratto urim, il responso era di "colpevolezza", mentre se veniva estratto tummim, il responso era di "innocenza".
Secondo fonti islamiche, vi era anche fra gli arabi una simile forma di divinazione prima dell'inizio dell'era dell'Islam. Allora due aste di freccia, senza punta né impennaggi, su una delle quali era scritto "ordine" e sull'altra "divieto", erano poste in un contenitore e conservate nella Kaʿba alla Mecca: ogni qual volta qualcuno voleva sapere se sposarsi o intraprendere un viaggio o prendere qualche altra decisione simile, uno dei guardiani della Kaʿba estraeva a caso una delle due aste di freccia dal loro contenitore e la parola scritta su quella estratta indicava la volontà divina in merito alla domanda. Talvolta le aste erano tre, con la terza priva d'iscrizione: la sua estrazione indicava il rifiuto della divinità di pronunciarsi in merito alla domanda col fornire una risposta. Questa pratica è nota come rabdomanzia.
Secondo la letteratura rabbinica, per avere una risposta da urim e tummim, era innanzitutto necessario per il richiedente porsi di fronte al Sommo sacerdote vestito di tutti i paramenti della sua carica ed esprimere la sua domanda in termini brevi e con linguaggio semplice, sebbene non fosse necessario esprimersi a voce talmente alta da essere sentito anche dagli astanti. I rabbini Talmudici argomentavano che urim e tummim erano parole scritte sul sacro pettorale del sacerdote. Gran parte dei rabbini talmudici, e Flavio Giuseppe, seguendo la credenza che urim significava "luce", ne deducevano che la divinazione tramite urim e tummim riguardava domande le cui risposte avvenivano con grandi raggi luminosi emanati da certi gioielli posti sul pettorale: ciascun gioiello rappresentava una lettera diversa e la sequenza dei bagliori esprimeva la risposta (sebbene l'alfabeto ebraico fosse composto da 22 lettere, solo 12 erano i gioielli posti sul pettorale dell'abito sacerdotale); due rabbini talmudici sostennero che i gioielli stessi si muovevano in modo da "uscire" dal gruppo o anche si muovevano in gruppi per formare parole.

## Storia dell'utilizzo
Un passaggio dei Libri di Samuele cita tre metodi di comunicazione divina – sogni, profezie e urim e tummim; e i primi due di essi erano anche ampiamente citati nelle letterature assira e babilonese, e queste citano le Tavole dei Destini, che sono simili, in un certo modo, a urim e tummim 
Le Tavole dei Destini dovevano stare sul petto delle divinità mediatrici fra gli altri dei ed il genere umano, per svolgere la loro funzione, mentre urim e tummim dovevano stare sul pettorale del sacerdote, che mediava fra Dio ed il genere umano.
Si diceva che il dio Marduk avesse posto il suo sigillo sulle Tavole dei Destini, mentre nell'Israele antico il pettorale del Sommo Sacerdote aveva una pietra preziosa per ognuna delle dodici tribù, il che può derivare dal medesimo principio. Come urim e tummim, le Tavole dei Destini entravano in funzione quando il destino del re e della nazione era in gioco.
Secondo una minoranza di archeologi, la cultura israelita emerge come sottocultura dall'interno della società canaanita e non come forza proveniente dall'esterno. Sarebbe quindi naturale per gli israeliti esercitare pratiche religiose simili a quelle di altre nazioni semitiche, perciò questi studiosi sospettano che il concetto di urim e tummim sia derivato originariamente dalle Tavole dei Destini.
Il primo riferimento scritturale ad urim e tummim è la descrizione degli abiti cerimoniali dei Sommi sacerdoti che si trova nel Libro dell'Esodo, essendo il primo passaggio in ordine cronologico che li cita, secondo gli studi dei testi, quello del Libro di Osea ov'è implicito, in riferimento all'Efod, che urim e tummim erano elementi fondamentali nella forma popolare della religione israelitica, nella metà dell'VIII secolo a.C..
Si diceva che consultare urim e tummim era lecito entro confine territoriali determinati e che era in aggiunta richiesta l'autorizzazione del re o di un profeta, se c'era l'intenzione di ampliare Gerusalemme od il suo Tempio; comunque queste fonti rabbiniche sollevavano domande, o almeno cercavano di giustificare, perché sarebbe stato necessario consultare urim e tummim quando era già presente un profeta.
Gli scrittori rabbinici classici sostenevano che urim e tummim potevano essere consultati solo da personaggi eminenti, quali generali dell'esercito, i più anziani dignitari di corte ed i re e le sole domande che potevano essere poste erano quelle richieste a beneficio del popolo nel suo complesso.
Sebbene Flavio Giuseppe sostenga che urim e tummim continuarono ad essere utilizzati fino all'epoca dei Maccabei, fonti talmudiche sono unanimi nel sostenere che il ricorso ad urim e tummim venne abbandonato molto prima, quando Gerusalemme fu saccheggiata dai babilonesi.
In un passaggio del Libro di Esdra, che si sovrappone a quello di Neemia, si dice che a persone che, dopo che era terminata la cattività babilonese, non erano in grado di dimostrare di essere discendenti da sacerdoti prima dell'inizio della cattività, fu chiesto di attendere fino a che non si fossero trovati sacerdoti in possesso di urim e tummim; ciò parrebbe confermare il punto di vista talmudico sulla perdita di urim e tummim. Veramente, poiché le fonti clericali, che i testi degli studiosi datano ad un paio di secoli prima della cattività, non paiono sapere a che cosa assomigliassero urim e tummim e non vi sono menzioni di urim e tummim nella storia deuteronomica oltre la morte di Davide, gli studiosi sospettano che l'uso di urim e tummim fosse già decaduto prima della conquista babilonese, probabilmente come risultato dell'aumentata influenza dei profeti in quel tempo.

## Uso nel Mormonismo
Joseph Smith, fondatore del movimento mormone disse che egli usava come "interpreti" per tradurre il Libro di Mormon delle pietre dorate. Egli descrive gli interpreti come un paio di pietre, fissate ad un pettorale e collegate in una forma simile a quella di un paio di occhiali. Successivamente Smith fece riferimento a questi oggetti come a urim e tummim. Nel 1823 Smith disse che l'angelo Moroni, che gli aveva parlato delle pietre dorate, gli aveva anche parlato di urim e tummim, «due pietre unite da una stanghetta di argento», assicurate ad un pettorale, aggiungendo che erano state predisposte da Dio come ausilio alla traduzione delle pietre dorate.
La madre di Smith, Lucy Mack Smith, descrisse queste urim e tummim come fossero «…due diamanti levigati a tre corni».
Smith affermò anche di utilizzare urim e tummim per essere assistito nel ricevere altre rivelazioni divine, comprese alcune parti di Dottrina e Alleanze e della sua traduzione della Bibbia. Benché molti seguaci di Smith dissero di averlo visto utilizzare tali oggetti, solo Oliver Cowdery pare aver tentato di utilizzarli egli stesso per ricevere le sue rivelazioni. I Mormoni credono che l'urim e tummim di Smith fosse funzionalmente identico a quello biblico, ma di questo non vi è alcuna prova .
Smith estese l'uso dei termini "urim e tummim" per descrivere l'ubiquità di Dio, la terra in un suo futuro stato e le pietre bianche citate nell'Apocalisse di San Giovanni.

## Letteratura e cultura
In conformità alla interpretazione per la quale "urim e tummim" può essere tradotto come "Luce e Verità", l'equivalente in lingua latina Lux et Veritas è stato utilizzato come motto di alcune università: Lux et Veritas è il motto dell'Università dell'Indiana e di quella del Montana; parimenti il motto della Northeastern University è Lux, Veritas, Virtus (Luce, Verità Virtù). Sebbene "urim e tummim" stesso orni il libro aperto dipinto sullo stemma dell'Università di Yale, Lux et Veritas compare sotto su uno striscione.
Ad "urim e tummim" è assegnato un qualche valore come manufatto in alcune opere letterarie moderne:
- Thomas Mann ha dissertato a lungo su questi termini in Giuseppe il Nutritore, il quarto libro della sua tetralogia "Giuseppe e i suoi fratelli".
- Un tesoro cercato per urim e tummim forma la trama centrale del romanzo di John Bellairs, The Revenge of the Wizard's Ghost.
- La loro apparente dissacrazione e vandalismo è il tema del raccontino di Arthur Conan Doyle The Jew's Breastplate.
- Nella novella fantastica The Face of God, di Bill Myers, il pastore Daniel Lawson ed il terrorista Ibrahim el-Magd gareggiano per ritrovare "urim e tummim", come anche le dodici pietre del sacro pettorale, per poter udire la voce di Dio.
- Nel romanzo L'alchimista di Paulo Coelho, il re di Salem dà al protagonista Santiago due pietre che chiama urim e tummim. Una delle due è nera e le viene attribuito il significato di affermazione (sì) mentre l'altra è bianca e significa negazione (no); questi significati sono applicabili allorché vengono estratte da una borsa dopo che è stata loro rivolta una domanda appropriata. Il re stesso ha rimosso le due pietre dal suo splendente pettorale.
- Urim e tummim sono stati i nomi dati a due oggetti di tecnologia mistica nelle serie di Prosopopeia transmedia, culminate nella serie drammatica, vincitrice del Premio Emmy, The Truth About Marika della SVT, televisione pubblica svedese.
- La leggenda di urim e tummim ha un'importanza di rilievo nel film The Cutter - Il trafficante di diamanti (2005) di Chuck Norris.